# Ramseur
Ramseur város az USA Észak-Karolina államában, Randolp megyében. Lakosainak száma 1774 fő (2020. április 1.).

## Népesség
A település népességének változása:
| Lakosok száma | 769  | 1692 | 1774 |
|               | 1900 | 2010 | 2020 |

## Híres személyek
- B. Everett Jordan - amerikai szenátor